# Neil Hawryliw
Neil A. Hawryliw (* 19. November 1955 in North Battleford, Saskatchewan; † 3. Oktober 2021 in Norton Shores, Michigan, USA) war ein kanadischer Eishockeyspieler, der den Großteil seiner Karriere zwischen 1976 und 1987 in der International Hockey League (IHL) und Central Hockey League (CHL) verbrachte. Im Verlauf der Saison 1981/82 bestritt der rechte Flügelstürmer eine Partie für die New York Islanders in der National Hockey League (NHL).

## Karriere
Hawryliw spielte während seiner Juniorenzeit zwischen 1972 und 1976 für die Humboldt Broncos in der Saskatchewan Junior Hockey League (SJHL) sowie die Saskatoon Blades in der Western Canada Hockey League (WCHL).
Anschließend wechselte der Stürmer ungedraftet in den Profibereich und ging von 1976 bis 1978 für die Muskegon Mohawks in der International Hockey League (IHL) aufs Eis. Nachdem er im Oktober 1978 von den New York Islanders aus der National Hockey League (NHL) als Free Agent verpflichtet worden war, spielte er fortan für deren Kooperationspartner. Zunächst bis 1979 für die Fort Worth Texans und danach bis 1982 für die Indianapolis Checkers in der Central Hockey League (CHL). Während dieser Zeit bestritt der Kanadier in der Saison 1981/82 eine Begegnung für die Islanders in der NHL und gewann mit dem Checkers in derselben Spielzeit den Adams Cup.
Ab der Saison 1982/83 war Hawryliw wieder für die Muskegon Mohawks in der IHL aktiv, die ab 1984 unter dem Namen Muskegon Lumberjacks firmierten. Dem Franchise blieb er bis zum Sommer 1985 treu. Danach spielte er zwei Jahre für den Ligakonkurrenten Kalamazoo Wings, ehe er im Sommer 1987 seine Karriere beendete. Im Verlauf seiner Karriere bestritt er in der IHL und CHL insgesamt 811 Spiele, in denen er 603 Scorerpunkte sammelte.
Hawryliw arbeitete nach seinem Karriereende 31 Jahre lang als Direktor der L. C. Walker Arena in Muskegon. Er verstarb im Oktober 2021 im Alter von 65 Jahren in seiner Wahlheimat Norton Shores im US-Bundesstaat Michigan.

## Erfolge und Auszeichnungen
- 1973 Credential-Cup-Gewinn mit den Humboldt Broncos
- 1981 CHL First All-Star Team
- 1982 Adams-Cup-Gewinn mit den Indianapolis Checkers

## Karrierestatistik
(Legende zur Spielerstatistik: Sp oder GP = absolvierte Spiele; T oder G = erzielte Tore; V oder A = erzielte Assists; Pkt oder Pts = erzielte Scorerpunkte; SM oder PIM = erhaltene Strafminuten; +/− = Plus/Minus-Bilanz; PP = erzielte Überzahltore; SH = erzielte Unterzahltore; GW = erzielte Siegtore; 1 Play-downs/Relegation; Kursiv: Statistik nicht vollständig)